# 選挙管理委員会
選挙管理委員会（せんきょかんりいいんかい、英語: Election Administration Commission）は、各団体における選挙を管理するために設置される機関である。略称は、選管委（せんかんい）、選管（せんかん）。
以下では、日本の総務省に置かれる「中央選挙管理会」ならびに普通地方公共団体（指定都市にあっては、区または総合区。）または特別区に置かれる「選挙管理委員会」について解説する。

## 中央選挙管理会
中央選挙管理会（ちゅうおうせんきょかんりかい、英語: Central Election Management Council）は、公職選挙法第5条の2に基づき設置される総務省の特別の機関である。衆議院議員総選挙ならびに参議院議員通常選挙における比例代表選出分および最高裁判所裁判官国民審査に関する総合事務と政党交付金受給資格の要件となる政党の法人格に関する審査を扱っている。
委員5人から構成され、国会議員以外の者で参議院議員の被選挙権を有する者の中から、国会の議決による指名に基づいて内閣総理大臣が任命する。指名にあたっては、同一の政党に所属する者が3人以上とならないようにしなければならない。任期は3年。委員長は委員の中から互選される。
現在、委員は自由民主党推薦2人、立憲民主党推薦1人、日本維新の会推薦1人、公明党推薦1人で構成されている。令和7年4月14日現在の委員長は古屋正隆（自民推薦。弁護士）。他の委員は門山泰明（自民推薦。弁護士、元総務省自治行政局長）、城島光力（立憲推薦、委員長職務代理者。元衆議院議員・財務大臣）、魚住裕一郎（公明推薦。元参議院議員）、佐々木信夫（維新推薦。中央大学名誉教授）である。
また、委員が欠けた場合又は故障のある場合に職務を行う予備委員が指名されている。現在の予備委員は元宿仁（自民推薦。自由民主党事務総長）、阿部信吾（自民推薦。自由民主党事務局長）、井形厚一（立憲推薦。立憲民主党事務局長）、島松洋一（維新推薦。日本維新の会事務局長）、魚住裕一郎（公明推薦。元衆議院議員）の5人である。自民推薦の元宿仁は2025年時点で9回、予備委員に就任している。
事務局機能は、総務省自治行政局選挙部が担っており、選挙関係は管理課、政党関係は政治資金課である。

## 地方公共団体の選挙管理委員会
- この節で、地方自治法は条数のみ記載する。

選挙管理委員会は、行政委員会のひとつで、第181条第1項に基づき普通地方公共団体に置かれるもの、第283条第1項に基づき特別区に置かれるもの、および第252条の20第4項に基づき指定都市の区若しくは総合区に置かれるもの、第291条の4および第291条の6により広域連合に置かれるものである。
参議院合同選挙区では公職選挙法第5条の6から第5条の10までの規定に基づき、特例として合同選挙区選挙管理委員会が置かれる。

### 委員会・委員
選挙管理委員会は、4人の選挙管理委員で組織される。（第181条第2項）
選挙管理委員は、当該普通地方公共団体の選挙権を有する者で、人格が高潔で、政治及び選挙に関し公正な識見を有するもののうちから、普通地方公共団体の議会においてこれを選挙する（第182条第1項）。
第182条第1項には「選挙管理委員は、『選挙権を有する者』で、」としか書かれていないが、この『選挙権』とは、国政選挙（衆議院議員および参議院議員）の選挙権ではなく、「普通地方公共団体の議会の議員および長の選挙権」であることから、選挙管理委員にはいわゆる住所要件（当該普通地方公共団体の議会の議員および長の選挙人名簿に登録されている者であること）が必要である（第74条　普通地方公共団体の議会の議員及び長の選挙権を有する者（以下この編において「選挙権を有する者」という。））。
任期は4年とする（第183条第1項）。
選挙違反を犯して刑に処せられた者は欠格となっている（第182条第4項）。
選挙管理委員は、当該普通地方公共団体に対しその職務に関し請負をする者及びその支配人又は主として同一の行為をする法人の無限責任社員、取締役、執行役若しくは監査役若しくはこれらに準ずべき者、支配人及び清算人たることができない（第180条の5第6項）。 
選挙管理委員は、衆議院議員、参議院議員、地方公共団体の議会の議員及び長、検察官、警察官、収税官吏、公安委員会の委員と兼ねることができない（第141条第1項・第166条第1項・第182条第7項・第193条）。
選挙管理委員は以下に該当する時は失職する（第184条第1項）。
- 当該普通地方公共団体の選挙権を有しなくなった時
- 当該普通地方公共団体に対しその職務に関し請負をする者及びその支配人又は主として同一の行為をする法人の無限責任社員、取締役、執行役若しくは監査役若しくはこれらに準ずべき者、支配人及び清算人
- 選挙違反を犯して刑に処せられた者

普通地方公共団体の議会は、選挙管理委員が以下に該当する時は、議決により罷免することができる。この場合においては、議会の常任委員会又は特別委員会において公聴会を開かなければならない。委員は、この規定による場合を除くほか、その意に反して罷免されることがない。（第184条の2）
- 心身の故障のため職務の遂行に堪えないと認める時
- 選挙管理委員に職務上の義務違反その他選挙管理委員たるに適しない非行があると認める時

選挙管理委員会は、委員の中から委員長を選挙しなければならない。（第187条）
また、当該普通地方公共団体の有権者の3分の1以上の署名を集めると、選挙管理委員の解職請求を当該普通地方公共団体の長に請求できる（第86条）。
請求が有効であれば、普通地方公共団体の長が議会に付議し、議員の3分の2の定足数で4分の3以上の多数で同意があれば解職される（第87条第1項）。
解職請求は、就任から6ヶ月間及び議会の解職の採決日から6ヶ月間は解職請求をすることができない（第88条第2項）。

### 事務局
都道府県及び市の選挙管理委員会に書記長、書記その他の職員が置かれ、町村の選挙管理委員会に書記その他の職員が置かれる（第191条第1項）。

### 職務
当該地方公共団体又は国、他の地方公共団体その他公共団体の選挙に関する事務および直接請求に関する事務、地方自治特別法に係る投票に関する事務、最高裁判所裁判官の国民審査に関する事務等を行う。

### 選挙管理委員会が選任する職
投票管理者（公職選挙法第37条、憲法改正国民投票法第75条）
投票に関する事務を担任する。在職中、その関係区域内において、当該選挙の公職の候補者となること及び選挙運動をすることができない。
投票立会人（公職選挙法第38条、憲法改正国民投票法第49条）
投票管理者の下で、投票に立ち会い監視する。
開票管理者（公職選挙法第61条、憲法改正国民投票法第75条）
開票に関する事務を担任する。在職中、その関係区域内において、当該選挙の公職の候補者となること及び選挙運動をすることができない。
開票立会人（公職選挙法第62条、憲法改正国民投票法第76条）
開票管理者の下で、開票に立ち会い監視する。
選挙長（公職選挙法第75条）
選挙会に関する事務を担当する。在職中、その関係区域内において、当該選挙の公職の候補者となること及び選挙運動をすることができない。
選挙分会長（公職選挙法第75条）
選挙分会に関する事務を担任する。在職中、その関係区域内において、当該選挙の公職の候補者となること及び選挙運動をすることができない。
選挙立会人（公職選挙法第76条）
選挙会の手続きが公正に行われるように立ち会う。
審査長（最高裁判所裁判官国民審査法第30条）
審査会に関する事務を担任する。
審査立会人（最高裁判所裁判官国民審査法第30条）
審査会の手続きが公正に行われるように立ち会う。
審査分会長（最高裁判所裁判官国民審査法第27条）
審査分会に関する事務を担任する。
審査分会立会人（最高裁判所裁判官国民審査法第27条）
審査分会の手続きが公正に行われるように立ち会う。
国民投票長（憲法改正国民投票法第94条）
国民投票会に関する事務を担任する。
国民投票分会長（憲法改正国民投票法第89条）
国民投票分会に関する事務を担任する。
国民投票会立会人（憲法改正国民投票法第95条）
国民投票会の手続きが公正に行われるように立ち会う。

### 広域連合の選挙管理委員会
選挙管理委員会の組織及び選任の方法は、広域連合の規約により定めることとされている。(第291条の4)